# Alex Proyas
Alexander "Alex" Proyas (Alexandria, 23 de setembro de 1963) é um cineasta australiano. Ele é conhecido por ter dirigido os filmes O Corvo (1994), Cidade das Sombras (1998), Eu, Robô (2004), Presságio (2009) e Deuses do Egito (2016).